# Elaphoglossum maxonii
Elaphoglossum maxonii är en träjonväxtart som beskrevs av Lucien Marcus Underwood och Morton. Elaphoglossum maxonii ingår i släktet Elaphoglossum och familjen Dryopteridaceae. Inga underarter finns listade.